# Gedachtestreepje
Het gedachtestreepje of aandachtsstreepje (–) is een leesteken dat de vorm heeft van een liggend streepje. Het gedachtestreepje / aandachtstreepje markeert een korte zin (of zinsnede) die een lopende zin onderbreekt, het geeft een 'gedachtebreuk' of inhoudelijke wending aan, die als een losse toevoeging, een ’terzijde’, in de zin wordt gevlochten. Het heeft verschillende toepassingen, maar geeft steeds een tamelijk nadrukkelijk effect, zodat het spaarzaam dient te worden gehanteerd. Naast het inleidend streepje wordt dan een afsluitend streepje gebruikt ter afscheiding  van zo'n tussengevoegde zin of zinsdeel, of wordt het toegevoegde – indien aan het zinseinde geplaatst – afgesloten met een punt of komma.

## Gebruik
In de Nederlandse taal kan het gedachtestreepje worden gebruikt:
- ter verduidelijking: dat wat na het liggend streepje komt, is een uitleg van het voorgaande

Toen ze ten slotte ter plaatse kwamen, vonden ze het vertrek leeg – de vogel was gevlogen.
- als pauzeteken, iets sterker dan een komma

Jacqueline vertrok – zonder nog een woord te zeggen.
- om een tussenzin aan te geven, met name een uitbreidende bijvoeglijke bijzin; iets sterker dan komma's, ongeveer vergelijkbaar met haakjes

Maar toen nam Opa – die al nooit veel met Marianne had opgehad – het heft in handen.

## Typografie
In de typografie is het gebruikelijk om het gedachtestreepje, in Nederlandse tekst, weer te geven als een half kastlijntje, omgeven door spaties.
Gij – niet op mijn verzoek – ontwoekerd aan de zee
Soms wordt een heel kastlijntje gebruikt.
Gij — niet op mijn verzoek — ontwoekerd aan de zee
In Engelse tekst is een heel kastlijntje zonder spaties gebruikelijk. Daarbij moet aangemerkt worden dat deze in goede lettertypes is omgeven door een minimale witruimte.
He was running, Watson—running desperately.
Indien de tekstverwerker geen half kastlijntje kan produceren, kan de divisie (het kortste liggende streepje) worden gebruikt als gedachtestreepje.  

## Noot
1. ↑  Vgl. Taaladvies van de Taalunie. Gearchiveerd op 8 juni 2023.